# Ophidion metoecus
Ophidion metoecus är en fiskart som beskrevs av Robins, 1991. Ophidion metoecus ingår i släktet Ophidion och familjen Ophidiidae. Inga underarter finns listade i Catalogue of Life.